# Oseja de Sajambre
Oseja de Sajambre – gmina w Hiszpanii, w prowincji León, w Kastylii i León, o powierzchni 73,31 km². W 2011 roku gmina liczyła 312 mieszkańców.